# Clelia Farnese
Clelia Farnese (1556 – Roma, 11 settembre 1613) è stata una nobildonna italiana membro della Casa dei Farnese, figlia naturale del cardinale Alessandro Farnese. Attraverso i suoi due matrimoni fu marchesa di Civitanova Marche, signora di Montecosaro, Genzano, Civita Lanivia e Ardea, nonché signora di Sassuolo.

## Biografia

### I primi anni
Per quanto siano state fatte varie congetture, non si conoscono il luogo e la data di nascita di Clelia.  Un avviso (urb.lat. 1081, c. 381 v, del 14 settembre) dice che è morta a 61 anni di età, quindi nacque prima che il cardinale suo padre andasse a Parma nel 1556, come in passato si riteneva. Nulla è dato sapere con certezza anche riguardo alla madre. Potrebbe essere stata una lavandaia romana, secondo la versione del cronista modenese Giovanni Battista Spaccini, oppure una delle donne di corte che il Farnese si era portato appresso. Scrive Gigliola Fragnito che l'identità della madre « è avvolta nel più impenetrabile silenzio, squarciato solo da un indecifrabile accenno nel Journal di Michel de Montaigne al cognome "Fascia" Farnese di Clelia », oltre che dal riferimento di Spaccini. Il cardinal Farnese ritornò presto a Roma, dove è possibile nascesse la figlia (se ciò non avvenne a Parma). Secondo un oroscopo comprovato da altre fonti, Clelia sarebbe venuta alla luce il 22 ottobre 1557.

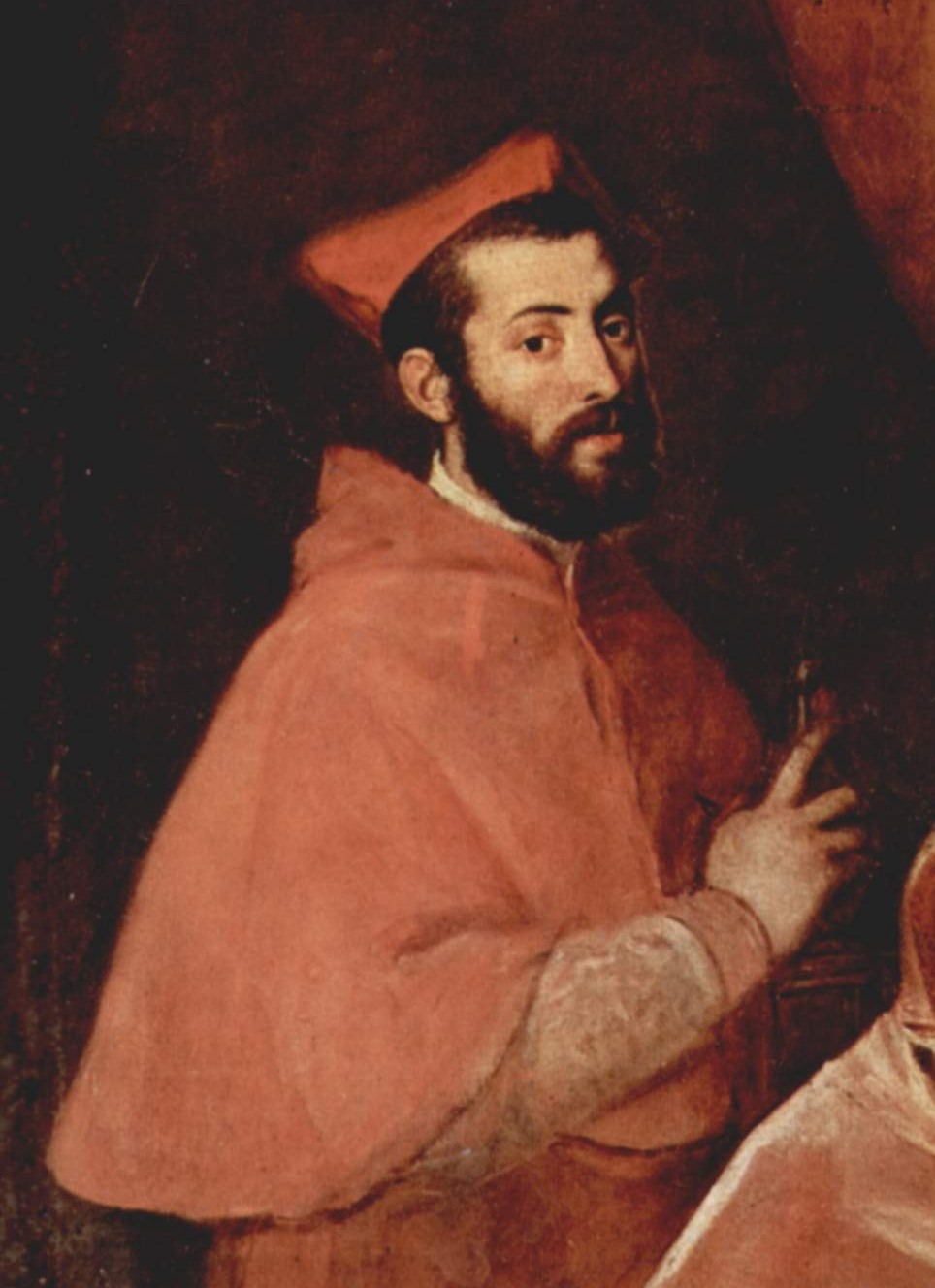
Il cardinale Alessandro Farnese

Il padre preferì tenere nascosta la nascita della bambina, in modo da non compromettere le proprie speranze di ascendere al soglio pontificio. I primi sette anni di Clelia sono avvolti nel mistero, ma le poche testimonianze rimaste inducono a credere che venisse affidata a Gerolama Orsini, la nonna paterna. È stato rilevato, non senza fondamento, come il cardinale si fosse rivolto alla sorella Vittoria, ma la presenza di Gerolama a Palazzo Cesarini, quando nel 1566 la piccola venne ufficialmente promessa sposa a Giovan Giorgio Cesarini, e una lettera che la Orsini inviò al figlio da Castro dando notizie della bambina, fanno propendere per la prima ipotesi. Il ducato di Castro, dove Gerolama risiedeva, era in effetti più isolato e "dava meno nell'occhio". Solo dopo la morte della nonna, avvenuta nel 1569, Clelia fu affidata senza dubbio alla zia, duchessa di Urbino, e fu educata a corte, insieme alla cugina Lavinia Della Rovere.

### Il matrimonio con Giovan Giorgio Cesarini
Già nel novembre 1564 Alessandro Farnese era entrato in trattative per assicurare alla figlia, e quindi ai Farnese, un buon partito. Trovò « un parentado proportionato per l'una et l'altra parte » nella famiglia Cesarini, allora in rapida ascesa sociale grazie a Giuliano, uno degli uomini « più eminenti nel mondo romano », ma anche attanagliata da pesanti debiti che questi sperava di appianare alleandosi con il cardinale, giudicato il più ricco ecclesiastico dell'epoca. I due, con la mediazione di Vittoria Farnese, si accordarono per concedere la mano di Clelia all'unico figlio del Cesarini e della moglie Giulia Colonna, Giovan Giorgio, tanto che nella prima parte del 1566, in una data non anteriore al 23 aprile, si tennero gli sponsalia nel palazzo Cesarini a Torre Argentina.
Tra gli sponsalia e la celebrazione del sacramento passarono quasi cinque anni, un periodo più lungo del previsto, ascrivibile probabilmente alla morte di Giuliano Cesarini (18 giugno 1566) e all'ulteriore contraccolpo economico cui Giulia e Giovan Giorgio dovettero far fronte. Il 3 febbraio 1571, in ogni caso, partì il corteo che portava Clelia da Pesaro a Rocca Sinibalda, feudo dei Cesarini.

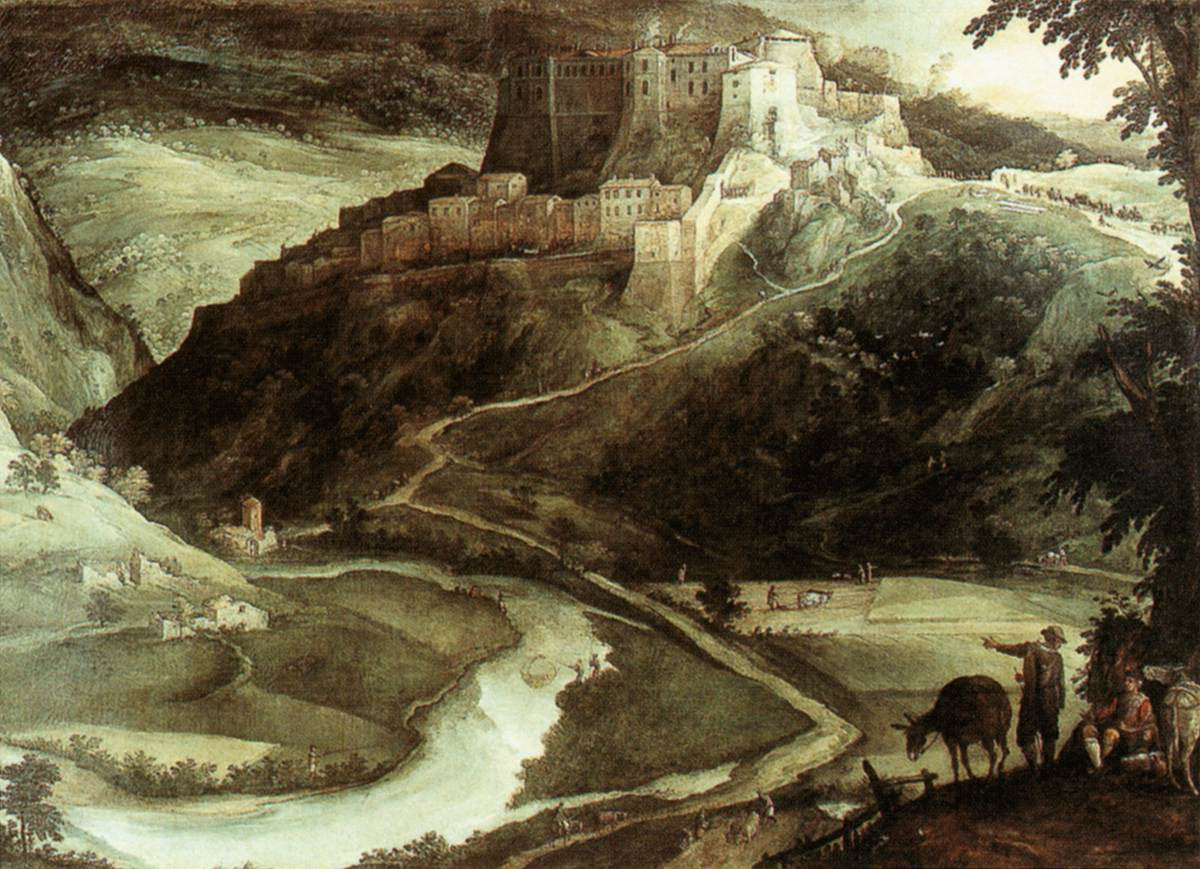
Paul Brill: Feudo di Rocca Sinibalda

Le nozze furono celebrate il 13 febbraio 1571 a Rocca Sinibalda, officiate dal vicario generale del vescovo di Rieti, alla presenza di importanti personaggi del patriziato romano ma in assenza del cardinal Farnese, che ancora preferiva intervenire con discrezione nella vita di una figlia la cui esistenza non era ancora di dominio pubblico. Per sperare nella tiara, infatti, bisognava conformarsi al regime di austerità controriformistica imposto da Pio V. La dote di Clelia, trentamila scudi d'oro versati a rate entro il terzo anno di matrimonio, permise di rimpinguare le dissestate finanze dei Cesarini.
Clelia passò i primi tre mesi di vita coniugale tra Rocca Sinibalda e Civita Lavinia, altro feudo dei Cesarini, finché il padre accettò il rientro della coppia a Roma. In questo breve periodo la ragazza visse con la suocera Giulia Colonna, che avrebbe voluto indire grandi festeggiamenti per le nozze, venendone dissuasa, non senza fatica, dal cardinal Farnese, il quale controllava a distanza il comportamento dei novelli sposi. Incinta, in maggio la giovane guadagnò la città di notte assieme al marito, lontana dai clamori di una ribalta che il potente ecclesiastico continuava ad evitare. La sua influenza sul genero divenne ancor più piena in quello stesso 1571, poiché Cesarini, che già aveva perso il padre, rimase orfano anche di madre.
I coniugi si stabilirono al Palazzo di Torre Argentina, visitati assiduamente dai patrizi che abitavano nelle vicinanze e che erano legati, in un modo o nell'altro, al cardinale. A loro spettava un compito di "affettuosa sorveglianza", e le missive al porporato che hanno consegnato ai posteri costituiscono un documento importante, seppur non imparziale, delle vicende biografiche di Clelia. La fanciulla, nonostante i consigli di parenti ed ecclesiastici, pensava prevalentemente al divertimento, approfittando della vita gaudente che ancora caratterizzava gli ambienti aristocratici e le corti cardinalizie. Nella notte tra il 9 e il 10 novembre nacque la bambina che portava in grembo, ma pochi giorni dopo il battesimo, amministrato il 19, la piccola morì.
Dismesse momentaneamente le stravaganze mondane, Clelia rimase nuovamente incinta. Il 14 settembre 1572 (o in data molto vicina) venne alla luce un maschio, Giuliano. Tre giorni più tardi il padre del neonato comunicava la propria « sodisfattione » al duca di Parma Ottavio, zio di Clelia e fratello del cardinale. Clelia era ugualmente radiosa, felice di aver dato una discendenza alla famiglia Cesarini: le dame dell'aristocrazia, accorse a farle visita secondo il cerimoniale previsto per queste occasioni, notarono che la ragazza « tanto sta meglio di come se sole stare ». Giuliano fu battezzato il 28 settembre.

### La vita coniugale
Sembrava il preludio ad una nutrita prole, ma non fu così: Clelia non ebbe altri figli. Tante volte si credette potesse essere nuovamente incinta, e tanti rimedi furono tentati, dalle diete speciali alle cure termali; nulla si rivelò fruttuoso. Subito dopo il matrimonio, comunque, Clelia si dedicò con piacere alla vita mondana e alle numerose feste che popolavano l'ambiente romano. L'elezione al soglio pontificio di Gregorio XIII, padre naturale di Giacomo Boncompagni, aveva incrinato la stretta puritana applicata dal suo predecessore. A Torre Argentina, a san Pietro in Vincoli o nelle case della nobiltà Giovan Giorgio e Clelia svolgevano un ruolo di primo piano, prendendo parte a banchetti, balli e rappresentazioni teatrali, tipici elementi di feste che si prolungavano sino all'alba.
Assieme allo svago c'erano il dolore e la preoccupazione. Le frequenti malattie che colpirono il piccolo Giuliano nei primi anni di vita lo portarono più volte vicino alla morte, tanto che dovette intervenire in alcune occasioni anche il medico del cardinale, Michelangelo Rodino. Ai problemi del figlio vanno aggiunti i comportamenti di un marito spesso assente e per nulla disposto a rivedere la vita libertina cui era sempre stato abituato. La preoccupazione per i « desordini continoi » di Giovan Giorgio emerge costantemente nelle missive al cardinale, inviate dalle persone che maggiormente vegliavano sulla coppia, in particolare Ascanio Celsi e Aurelio Coperchio. La condotta del marito procurava alla donna un dispiacere che andava gradualmente aumentando, fonte di ripetuti litigi cui seguirono altrettante riconciliazioni.
Che i litigi fossero frequenti si evince dal tono dei carteggi, volti a tranquillizzare l'ecclesiastico sulla convivenza coniugale, evidentemente motivo di preoccupazione, né deve sorprendere, dato il carattere ribelle e per nulla mansueto di Clelia. Quanto ai motivi, si rivela certamente interessante la lettera del vescovo Ascanio Cesarini - parente dello sposo - già citata, in cui si lamentavano i « desordini continoi ». La missiva diceva anche che bisognava « riformare e rassettare la casa et le donne ». Il passaggio lascia immaginare rapporti "molto intimi" tra Giovan Giorgio e le numerose donne del personale di casa. Il consorte aveva inoltre contratto debiti di gioco e si era legato ad ambienti poco raccomandabili.
Il senso di abbandono ebbe ripercussioni sulla salute di Clelia, che negli anni successivi andò incontro a molti momenti di depressione. Il suo malcontento diventò evidente a partire dal 1579, quando i toni delle lettere (tra i destinatari anche il celebre cugino Alessandro Farnese) lasciarono sempre più spazio all'esasperazione. L'8 luglio di quell'anno gli Avvisi riportavano questa notizia: « la voce uscita et publicata per Roma che la signora Cleria Farnese habbia per gelosia del signor Giovan Giorgio suo marito uccisa o bastonata la Bella Barbara [presumibilmente una cortigiana] è non solo aliena dalla verità, ma del tutto falsissima ». Nonostante la smentita, perché una simile voce venisse pubblicata doveva appartenere a quella categoria di « informazioni che, per quanto frammentarie, erano di dominio pubblico ». Probabile, quindi, che la diceria corrisponda a verità, anche se fino a qual punto è impossibile dire.

### Il secondo matrimonio e gli ultimi anni
Dopo la morte del Cesarini (1585) Alessandro Farnese, il capo della famiglia Farnese, impose a Clelia di sposare Marco Pio di Savoia, signore di Sassuolo, lasciando così Roma, dopo una breve ma chiacchierata relazione col cardinale Ferdinando de' Medici. Il matrimonio non fu felice: Sassuolo era una piccola località, il secondo marito violento e manesco.
Clelia, in caso di assenza di Marco Pio, governava lo stato di Sassuolo. Il 2 dicembre 1590 venne pubblicata una sua grida in cui decretava che tutti gli stranieri che si fossero trasferiti nello stato di Sassuolo da meno di quattro anni dovessero andarsene entro otto giorni con le loro famiglie pena l'essere frustati pubblicamente sia per i maschi che per le femmine. Inoltre nessuno doveva prestare cibo, soccorso, alloggio o cure agli stranieri di qualsiasi sesso, età o condizione, nemmeno se con essi si avessero rapporti di parentela o lavoro a meno di ottenere un'apposita licenza dalla governatrice in persona e questo fino al 1591. La pena per l'infrazione era stabilita in venticinque scudi d'oro.
Clelia stabilì inoltre che chi bestemmiava dovesse essere punito con una multa di dieci scudi d'oro e di dover essere legato per un'ora alla colonna del palazzo della ragione a Sassuolo con la lingua in giova, ovvero con una morsa appesa alla lingua. Per i bestemmiatori recidivi la pena era innalzata a venti scudi d'oro e la lingua doveva essere forata a fine si habbi a sradicare tal pestifero vitio. La grida veniva rigorosamente applicata grazie alle accuse segrete ed anonime che non solo erano permesse ma incentivate: bastava scrivere il nome del bestemmiatore su di un foglietto ed inserirlo in un'apposita cassetta nella chiesa di San Giuseppe a Sassuolo acciò con questo effetto si possa levar tal nefando vitio. Al fine di disincentivare la bestemmia proibì anche parecchi giochi tra cui la ruzzola sia di legno che di formaggio quando il valore della posta in gioco superasse i 48 bolognini per tutto il tempo del gioco.
Dopo la morte di Marco Pio (27 novembre 1599), Clelia tornò a Roma dal figlio Giuliano, a cui sopravvisse di qualche mese (1613). Morì di "febre maligna" nel palazzo dove aveva deciso di abitare, in via di Santa Maria in Via, che aveva acquistato vita natural durante da quei preti per 7.000 scudi.

## Testimonianze famose
Secondo il diarista Giacinto Gigli, il cardinale Farnese soleva dire di aver fatto tre cose inarrivabili: palazzo Farnese, la chiesa del Gesù e "la Clelia sua figliuola". La ragazza, chiamata a Roma dal padre nel 1570, era infatti giudicata "la più bella dama romana". Torquato Tasso le dedicò un sonetto delle "Rime sacre", Cristoforo Castelletti le dedicò "I torti amorosi", Montaigne la definì "sans compareson (sic) la plus aimable femme qui fut pour lors à Rome".

## Ascendenza
|                                                        |   |                                          | Genitori                               |  |  | Nonni |  |  | Bisnonni                                       |  |  | Trisnonni                               |  |
|                                                        |   |                                          |                                        |  |  |       |  |  | Papa Paolo III (Alessandro Farnese il Vecchio) |  |  | Pier Luigi Farnese, signore di Montalto |  |
|                                                        |   |                                          |                                        |  |  |       |  |  | Papa Paolo III (Alessandro Farnese il Vecchio) |  |  | Pier Luigi Farnese, signore di Montalto |  |
|                                                        |   | Giovanna Caetani di Sermoneta            |                                        |  |  |       |  |  | Papa Paolo III (Alessandro Farnese il Vecchio) |  |  |                                         |  |
| Pier Luigi Farnese, I duca di Castro, Parma e Piacenza |   |                                          |                                        |  |  |       |  |  | Papa Paolo III (Alessandro Farnese il Vecchio) |  |  |                                         |  |
|                                                        |   | Silvia Ruffini                           | Rufino Ruffini                         |  |  |       |  |  |                                                |  |  |                                         |  |
|                                                        |   | Silvia Ruffini                           | Rufino Ruffini                         |  |  |       |  |  |                                                |  |  |                                         |  |
|                                                        |   | Silvia Ruffini                           | Giulia                                 |  |  |       |  |  |                                                |  |  |                                         |  |
| Alessandro Farnese il Giovane (cardinale)              |   | Silvia Ruffini                           |                                        |  |  |       |  |  |                                                |  |  |                                         |  |
|                                                        |   | Ludovico Orsini, VII conte di Pitigliano | Niccolò Orsini, VI conte di Pitigliano |  |  |       |  |  |                                                |  |  |                                         |  |
|                                                        |   | Ludovico Orsini, VII conte di Pitigliano | Niccolò Orsini, VI conte di Pitigliano |  |  |       |  |  |                                                |  |  |                                         |  |
|                                                        |   | Ludovico Orsini, VII conte di Pitigliano | Elena Conti                            |  |  |       |  |  |                                                |  |  |                                         |  |
| Gerolama Orsini di Pitigliano                          |   | Ludovico Orsini, VII conte di Pitigliano |                                        |  |  |       |  |  |                                                |  |  |                                         |  |
|                                                        |   | Giulia Conti                             | Giacomo Conti, signore di Carpineto    |  |  |       |  |  |                                                |  |  |                                         |  |
|                                                        |   | Giulia Conti                             | Giacomo Conti, signore di Carpineto    |  |  |       |  |  |                                                |  |  |                                         |  |
|                                                        |   | Giulia Conti                             | Elisabetta Carafa                      |  |  |       |  |  |                                                |  |  |                                         |  |
| Clelia Farnese                                         |   | Giulia Conti                             |                                        |  |  |       |  |  |                                                |  |  |                                         |  |
|                                                        | … | …                                        |                                        |  |  |       |  |  |                                                |  |  |                                         |  |
|                                                        | … | …                                        |                                        |  |  |       |  |  |                                                |  |  |                                         |  |
|                                                        | … | …                                        |                                        |  |  |       |  |  |                                                |  |  |                                         |  |
| …                                                      | … |                                          |                                        |  |  |       |  |  |                                                |  |  |                                         |  |
|                                                        |   | …                                        | …                                      |  |  |       |  |  |                                                |  |  |                                         |  |
|                                                        |   | …                                        | …                                      |  |  |       |  |  |                                                |  |  |                                         |  |
|                                                        |   | …                                        | …                                      |  |  |       |  |  |                                                |  |  |                                         |  |
| …                                                      |   | …                                        |                                        |  |  |       |  |  |                                                |  |  |                                         |  |
|                                                        |   | …                                        | …                                      |  |  |       |  |  |                                                |  |  |                                         |  |
|                                                        |   | …                                        | …                                      |  |  |       |  |  |                                                |  |  |                                         |  |
|                                                        |   | …                                        | …                                      |  |  |       |  |  |                                                |  |  |                                         |  |
| …                                                      |   | …                                        |                                        |  |  |       |  |  |                                                |  |  |                                         |  |
|                                                        |   | …                                        | …                                      |  |  |       |  |  |                                                |  |  |                                         |  |
|                                                        |   | …                                        | …                                      |  |  |       |  |  |                                                |  |  |                                         |  |
|                                                        |   | …                                        | …                                      |  |  |       |  |  |                                                |  |  |                                         |  |
|                                                        |   | …                                        |                                        |  |  |       |  |  |                                                |  |  |                                         |  |